# Canterano
Canterano ist eine italienische Gemeinde in der Metropolitanstadt Rom in der Region Latium mit 364 Einwohnern (Stand 31. Dezember 2023) und liegt 60 km östlich von Rom. Die Gemeinde ist Mitglied der Vereinigung I borghi più belli d’Italia (Die schönsten Orte Italiens).

## Geografie
Canterano liegt auf einem Bergrücken der Monti Ruffi. Es ist Mitglied der Comunità Montana Valle dell’Aniene.

### Verkehr
Canterano liegt von der Autobahn A24, Strada dei Parchi, Abfahrt Castel Madama, 14 km entfernt im Osten.

## Bevölkerung
| 1871 | 1901 | 1921 | 1951 | 1971 | 1991 | 2001 |
| ---- | ---- | ---- | ---- | ---- | ---- | ---- |
| 745  | 737  | 843  | 768  | 424  | 401  | 372  |

## Politik
Mariano Teodori (Lista Civica: Insieme Per Canterano) wurde am 5. Juni 2016 zum Bürgermeister gewählt.